# Ullensaker/Kisa Idrettslag 2016
Questa voce raccoglie le informazioni riguardanti l'Ullensaker/Kisa Idrettslag nelle competizioni ufficiali della stagione 2016.

## Stagione
Dopo aver condotto la squadra alla promozione dalla 2. divisjon, Jonas Olsson ha lasciato la squadra. Il 20 novembre 2015, Vegard Skogheim è stato nominato nuovo allenatore, legandosi con un contratto triennale valido a partire dal 1º gennaio 2016. Il 16 dicembre 2015 sono stati compilati i calendari in vista della nuova stagione, con l'Ullensaker/Kisa che avrebbe disputato la 1ª giornata nel weekend del 3 aprile ospitando il Sandnes Ulf.
Il 1º aprile è stato sorteggiato il primo turno del Norgesmesterskapet 2016: l'Ullensaker/Kisa avrebbe così fatto visita al Brumunddal. Al secondo turno, la squadra è stata sorteggiata contro il Bærum. In questa sfida, l'Ullensaker/Kisa è stato sconfitto per 2-0, salutando così la competizione.
La squadra ha chiuso il campionato al 13º posto finale, raggiungendo la salvezza all'ultima giornata.

## Maglie e sponsor
Lo sponsor tecnico per la stagione 2016 è stato Umbro, mentre lo sponsor ufficiale fu Jessheim Storsenter. La divisa casalinga era composta da una maglietta gialla con una inserti verdi, pantaloncini e calzettoni verdi. Quella da trasferta era invece costituita da una maglietta bianca, pantaloncini neri e calzettoni bianchi..
| Casa | Trasferta |

## Rosa
| N. |                     | Ruolo | Calciatore                |
| -- | ------------------- | ----- | ------------------------- |
| 1  | Norvegia (bandiera) | P     | Alexander Vangen          |
| 2  | Norvegia (bandiera) | D     | Mikael Ådland Gulliksen   |
| 3  | Norvegia (bandiera) | C     | Herman Henriksen          |
| 5  | Norvegia (bandiera) | A     | Riki Alba                 |
| 4  | Polonia (bandiera)  | C     | Marcin Burkhardt          |
| 5  | Norvegia (bandiera) | A     | Ole Kristian Langås       |
| 6  | Norvegia (bandiera) | C     | Markus Furseth            |
| 7  | Norvegia (bandiera) | D     | Jan Tore Amundsen         |
| 8  | Norvegia (bandiera) | C     | Truls Jørstad             |
| 9  | Norvegia (bandiera) | A     | Espen Standal             |
| 10 | Svezia (bandiera)   | C     | Jesper Andreasson         |
| 11 | Norvegia (bandiera) | C     | Christian Aas             |
| 12 | Norvegia (bandiera) | P     | Fredrik Johansen Mundal   |
| 13 | Norvegia (bandiera) | A     | Julian Risvik Paulsen     |
| 14 | Norvegia (bandiera) | C     | Nicolay Solberg           |
| 15 | Norvegia (bandiera) | D     | Thomas Braaten            |
| 16 | Norvegia (bandiera) | C     | Kristoffer Ødemarksbakken |

| N. |                               | Ruolo | Calciatore                 |
| -- | ----------------------------- | ----- | -------------------------- |
| 17 | Norvegia (bandiera)           | D     | Karsten Rognerud           |
| 18 | Macedonia del Nord (bandiera) | D     | Edmir Asani                |
| 19 | Norvegia (bandiera)           | A     | Markus Stensby             |
| 20 | Norvegia (bandiera)           | C     | Vetle Dragsnes             |
| 21 | Norvegia (bandiera)           | C     | Oliver Stenseth            |
| 22 | Svezia (bandiera)             | D     | Martin Falkeborn           |
| 22 | Polonia (bandiera)            | D     | Michał Pawlik              |
| 23 | Norvegia (bandiera)           | C     | Jonas Fjeldberg            |
| 24 | Norvegia (bandiera)           | D     | Martin Rosenkilde          |
| 25 | Norvegia (bandiera)           | C     | Martin Torp                |
| 25 | Norvegia (bandiera)           | D     | Petter Blaker              |
| 26 | Norvegia (bandiera)           | A     | Mattis Nerheim             |
| 27 | Norvegia (bandiera)           | C     | Fredrik Krogstad           |
| 30 | Irlanda (bandiera)            | P     | Sean McDermott             |
| 31 | Norvegia (bandiera)           | P     | Kevin Andersen Christensen |
| 31 | Norvegia (bandiera)           | P     | Stefan Hagerup             |

## Calciomercato

### Sessione invernale(dal 01/01 al 31/03)
| Arrivi | Arrivi              | Arrivi      | Arrivi     |
| R.     | Nome                | da          | Modalità   |
| ------ | ------------------- | ----------- | ---------- |
| P      | Alexander Vangen    |             | svincolato |
| D      | Thomas Braaten      | Hønefoss    | definitivo |
| D      | Michał Pawlik       | Jagiellonia | prestito   |
| C      | Christian Aas       | Hønefoss    | definitivo |
| C      | Marcin Burkhardt    |             | svincolato |
| C      | Vetle Dragsnes      |             | svincolato |
| C      | Fredrik Krogstad    | Lillestrøm  | prestito   |
| C      | Nicolay Solberg     |             | svincolato |
| A      | Ole Kristian Langås | Sandnes Ulf | definitivo |

| Partenze | Partenze              | Partenze | Partenze   |
| R.       | Nome                  | a        | Modalità   |
| -------- | --------------------- | -------- | ---------- |
| D        | Viktor Adebahr        | Strømmen | definitivo |
| D        | Lars Ivar Slemdal     |          | svincolato |
| D        | Sebastian Starkenberg |          | svincolato |
| A        | Ahmed Suleiman        |          | svincolato |

### Tra le due sessioni
| Arrivi | Arrivi         | Arrivi  | Arrivi   |
| R.     | Nome           | da      | Modalità |
| ------ | -------------- | ------- | -------- |
| P      | Stefan Hagerup | Sogndal | prestito |

| Partenze | Partenze       | Partenze    | Partenze      |
| R.       | Nome           | a           | Modalità      |
| -------- | -------------- | ----------- | ------------- |
| P        | Stefan Hagerup | Sogndal     | fine prestito |
| D        | Michał Pawlik  | Jagiellonia | fine prestito |

### Sessione estiva(dal 21/07 al 17/08)
| Arrivi | Arrivi           | Arrivi     | Arrivi   |
| R.     | Nome             | da         | Modalità |
| ------ | ---------------- | ---------- | -------- |
| P      | Sean McDermott   | Start      | prestito |
| D      | Martin Falkeborn | Lillestrøm | prestito |
| C      | Martin Torp      | Sandefjord | prestito |
| A      | Riki Alba        | Vålerenga  | prestito |

| Partenze | Partenze         | Partenze | Partenze   |
| R.       | Nome             | a        | Modalità   |
| -------- | ---------------- | -------- | ---------- |
| C        | Marcin Burkhardt |          | svincolato |

## Risultati

### 1. divisjon

#### Girone di andata
| Arbitro: | Smehus Kringstad (Oslo) |

|             |           |             |
| Standal 71’ | Marcatori | 74’ Eriksen |

| Arbitro: | Hagenes (Marikollen) |

|             |           |            |
| Skartun 29’ | Marcatori | 33’ Langås |

| Arbitro: | Hauge (Bergen) |

|            |           |                            |
| Langås 69’ | Marcatori | 22’, 90’ Petersson 25’ Aas |

| Arbitro: | Gjermshus (Oslo) |

|         |           |                        |
| Aas 30’ | Marcatori | 49’ Sellin 52’ Storbæk |

| Arbitro: | Amland (Bergen) |

|                |           |            |
| Lekaj 38’, 90’ | Marcatori | 46’ Langås |

| Arbitro: | Hagenes (Marikollen) |

|             |           |                  |
| Solberg 83’ | Marcatori | 7’, 87’ Kapidžić |

| Arbitro: | Jonsson Trædal (Oslo) |

|                                                 |           |                        |
| Soltvedt 9’, 39’ Leikvoll Moberg 38’ Herrem 42’ | Marcatori | 50’ Pawlik 76’ Solberg |

| Arbitro: | Tennøy (Bergen) |

|                                                     |           |               |
| Langås 8’ Solberg 29’ Jørstad 42’, 90’ Krogstad 65’ | Marcatori | 22’ Gundersen |

| Arbitro: | Løfald |

|               |           |  |
| Magnussen 58’ | Marcatori |  |

| Arbitro: | Amland (Bergen) |

|             |           |           |
| Jørstad 39’ | Marcatori | 74’ Antwi |

| Oslo 5 giugno 2016, ore 18:00 11ª giornata | KFUM Oslo            | 0 – 0 referto | Ullensaker/Kisa | KFUM-Arena (361 spett.)\| Arbitro: \| Hagenes (Marikollen) \| |
| Arbitro:                                   | Hagenes (Marikollen) |               |                 |                                                               |

| Arbitro: | Jonsson Trædal (Oslo) |

|                        |           |                      |
| Braaten 44’ Langås 55’ | Marcatori | 78’ Dadjo 80’ Ovlien |

| Arbitro: | Tennøy (Bergen) |

|                  |           |                           |
| Flatgård 8’, 61’ | Marcatori | 25’ Amundsen 37’ Krogstad |

| Arbitro: | Saggi (Drammen) |

|                                  |           |  |
| Ødemarksbakken 32’ Henriksen 78’ | Marcatori |  |

| Arbitro: | Tennøy (Bergen) |

|           |           |  |
| Mendy 44’ | Marcatori |  |

#### Girone di ritorno
| Arbitro: | Følstad Skarsem (Oslo) |

|                                      |           |  |
| Krogstad 27’ Solberg 36’ Jørstad 81’ | Marcatori |  |

| Arbitro: | Gjermshus (Oslo) |

|                                 |           |             |
| Johannessen 45’ Stokke 67’, 80’ | Marcatori | 51’ Solberg |

| Arbitro: | Borgersen (Oslo) |

|                  |           |           |
| Solberg 90’, 90’ | Marcatori | 62’ Lekaj |

| Mjøndalen 7 agosto 2016, ore 18:00 19ª giornata | Mjøndalen                 | 0 – 0 referto | Ullensaker/Kisa | Isachsen Stadion (1.808 spett.)\| Arbitro: \| Smehus Kringstad (Bergen) \| |
| Arbitro:                                        | Smehus Kringstad (Bergen) |               |                 |                                                                            |

| Arbitro: | Hagenes (Marikollen) |

|                                                              |           |              |
| Flo 6’ Tønne 37’ (rig.) Kapidžić 43’ (rig.), 60’ N'Diaye 90’ | Marcatori | 70’ Krogstad |

| Arbitro: | Hansen (Oslo) |

|              |           |  |
| Krogstad 14’ | Marcatori |  |

| Arbitro: | Følstad Skarsem (Trondheim) |

|               |           |  |
| Brochmann 66’ | Marcatori |  |

| Arbitro: | Jonsson Trædal (Oslo) |

|                                                                  |           |                                           |
| Aas 1’ Alba 13’, 19’ Solberg 40’, 70’ Torp 59’, 78’ Dragsnes 74’ | Marcatori | 69’ Vestvatn 71’ Sandnes Beite 85’ Shroot |

| Arbitro: | Smehus Kringstad (Oslo) |

|           |           |  |
| Morer 51’ | Marcatori |  |

| Arbitro: | Hauge (Bergen) |

|                                                      |           |  |
| Krogstad 31’ Falkeborn 46’ Ødemarksbakken 48’ (rig.) | Marcatori |  |

| Arbitro: | Hansen (Oslo) |

|                          |           |               |
| Mickels 56’ Dernjani 78’ | Marcatori | 89’ Falkeborn |

| Arbitro: | Tennøy (Bergen) |

|                          |           |                                         |
| Solberg 25’ Krogstad 36’ | Marcatori | 52’ (rig.), 79’ (rig.) Økland 63’ Bamba |

| Arbitro: | Borgersen (Oslo) |

|                                                |           |  |
| Engblom 25’, 40’ Olsen Øveraas 51’ Eriksen 84’ | Marcatori |  |

| Arbitro: | Hauge (Bergen) |

|                          |           |                              |
| Jørstad 67’ Krogstad 87’ | Marcatori | 66’ Blakstad 90’ Reginiussen |

| Arbitro: | Jonsson Trædal (Oslo) |

|                            |           |                               |
| Vennberg 28’ Ellingsen 90’ | Marcatori | 61’, 78’ Krogstad 90’ Solberg |

### Norgesmesterskapet
| Brumenddal 13 aprile 2016, ore 18:00 Primo turno                                                                         | Brumunddal | 1 – 6 referto                                                               | Ullensaker/Kisa | SH-banen (202 spett.) |
| \| \| \| \| \| Aalmen 41’ \| Marcatori \| 12’ Andreasson 20’ Braaten 37’ Fjeldberg 43’ Langås 56’, 62’ Ødemarksbakken \| |            |                                                                             |                 |                       |
| |            |                                                                             |                 |                       |
| Aalmen 41’ | Marcatori  | 12’ Andreasson 20’ Braaten 37’ Fjeldberg 43’ Langås 56’, 62’ Ødemarksbakken |                 |                       |

| Sandvika 27 aprile 2016, ore 18:00 Secondo turno       | Bærum     | 2 – 0 referto | Ullensaker/Kisa | Sandvika Stadion (100 spett.) |
| \| \| \| \| \| Amarh 25’ Aubert 87’ \| Marcatori \| \| |           |               |                 |                               |
|                                                        |           |               |                 |                               |
| Amarh 25’ Aubert 87’                                   | Marcatori |               |                 |                               |

## Statistiche

### Statistiche di squadra
| Competizione       | Punti | In casa | In casa | In casa | In casa | In casa | In casa | In trasferta | In trasferta | In trasferta | In trasferta | In trasferta | In trasferta | Totale | Totale | Totale | Totale | Totale | Totale | DR |
| Competizione       | Punti | G       | V       | N       | P       | Gf      | Gs      | G            | V            | N            | P            | Gf           | Gs           | G      | V      | N      | P      | Gf     | Gs     | DR |
| ------------------ | ----- | ------- | ------- | ------- | ------- | ------- | ------- | ------------ | ------------ | ------------ | ------------ | ------------ | ------------ | ------ | ------ | ------ | ------ | ------ | ------ | -- |
| 1. divisjon        | 32    | 15      | 7       | 4       | 4       | 35      | 21      | 15           | 1            | 4            | 10           | 12           | 29           | 30     | 8      | 8      | 14     | 47     | 50     | -3 |
| Norgesmesterskapet | -     | 0       | 0       | 0       | 0       | 0       | 0       | 2            | 1            | 0            | 1            | 6            | 3            | 2      | 1      | 0      | 1      | 6      | 3      | +3 |
| Totale             | -     | 15      | 7       | 4       | 4       | 35      | 21      | 17           | 2            | 4            | 11           | 18           | 32           | 32     | 9      | 8      | 15     | 53     | 53     | 0  |

### Andamento in campionato
| Giornata  | 1 | 2  | 3  | 4  | 5  | 6  | 7  | 8  | 9  | 10 | 11 | 12 | 13 | 14 | 15 | 16 | 17 | 18 | 19 | 20 | 21 | 22 | 23 | 24 | 25 | 26 | 27 | 28 | 29 | 30 |
| --------- | - | -- | -- | -- | -- | -- | -- | -- | -- | -- | -- | -- | -- | -- | -- | -- | -- | -- | -- | -- | -- | -- | -- | -- | -- | -- | -- | -- | -- | -- |
| Luogo     | C | T  | C  | C  | T  | C  | T  | C  | T  | C  | T  | C  | T  | C  | T  | C  | T  | C  | T  | T  | C  | T  | C  | T  | C  | T  | C  | T  | C  | T  |
| Risultato | N | N  | P  | P  | P  | P  | P  | V  | P  | N  | N  | N  | N  | V  | P  | V  | P  | V  | N  | P  | V  | P  | V  | P  | V  | P  | P  | P  | N  | V  |
| Posizione | 9 | 11 | 12 | 15 | 15 | 16 | 16 | 14 | 15 | 16 | 16 | 16 | 15 | 14 | 14 | 14 | 14 | 13 | 13 | 14 | 13 | 14 | 12 | 13 | 12 | 13 | 13 | 13 | 13 | 12 |

Fonte:  OBOS-ligaen 2016, su altomfotball.no, Altomfotball. URL consultato il 1º aprile 2016 (archiviato dall'url originale il 12 marzo 2016).
Legenda:

Luogo: C = Casa; T = Trasferta. Risultato: V = Vittoria; N = Pareggio; P = Sconfitta.

### Statistiche dei giocatori
| Giocatore               | 1. divisjon | 1. divisjon | 1. divisjon | 1. divisjon | Norgesmesterskapet | Norgesmesterskapet | Norgesmesterskapet | Norgesmesterskapet | Coppe europee | Coppe europee | Coppe europee | Coppe europee | Altre coppe | Altre coppe | Altre coppe | Altre coppe | Totale   | Totale | Totale      | Totale     |
| Giocatore               | Presenze    | Reti        | Ammonizioni | Espulsioni  | Presenze           | Reti               | Ammonizioni        | Espulsioni         | Presenze      | Reti          | Ammonizioni   | Espulsioni    | Presenze    | Reti        | Ammonizioni | Espulsioni  | Presenze | Reti   | Ammonizioni | Espulsioni |
| ----------------------- | ----------- | ----------- | ----------- | ----------- | ------------------ | ------------------ | ------------------ | ------------------ | ------------- | ------------- | ------------- | ------------- | ----------- | ----------- | ----------- | ----------- | -------- | ------ | ----------- | ---------- |
| C. Aas                  | 20          | 2           | 0           | 0           | 2                  | 0                  | 0                  | 0                  |               |               |               |               |             |             |             |             | 22       | 2      | 0           | 0          |
| M. Ådland Gulliksen     | 0           | 0           | 0           | 0           | 0                  | 0                  | 0                  | 0                  |               |               |               |               |             |             |             |             | 0        | 0      | 0           | 0          |
| R. Alba                 | 10          | 2           | 0           | 0           | -                  | -                  | -                  | -                  |               |               |               |               |             |             |             |             | 10       | 2      | 0           | 0          |
| J. Amundsen             | 28          | 1           | 6           | 0           | 1                  | 0                  | 0                  | 0                  |               |               |               |               |             |             |             |             | 29       | 1      | 6           | 0          |
| K. Andersen Christensen | 0           | -0          | 0           | 0           | 0                  | -0                 | 0                  | 0                  |               |               |               |               |             |             |             |             | 0        | 0      | 0           | 0          |
| J. Andreasson           | 20          | 0           | 1           | 0           | 2                  | 1                  | 0                  | 0                  |               |               |               |               |             |             |             |             | 22       | 1      | 1           | 0          |
| E. Asani                | 16          | 0           | 1           | 0           | 0                  | 0                  | 0                  | 0                  |               |               |               |               |             |             |             |             | 16       | 0      | 1           | 0          |
| P. Blaker               | 0           | 0           | 0           | 0           | 0                  | 0                  | 0                  | 0                  |               |               |               |               |             |             |             |             | 0        | 0      | 0           | 0          |
| T. Braaten              | 29          | 1           | 1           | 0           | 2                  | 1                  | 0                  | 0                  |               |               |               |               |             |             |             |             | 31       | 2      | 1           | 0          |
| M. Burkhardt            | 6           | 0           | 1           | 0           | 0                  | 0                  | 0                  | 0                  |               |               |               |               |             |             |             |             | 6        | 0      | 1           | 0          |
| V. Dragsnes             | 28          | 1           | 0           | 0           | 2                  | 0                  | 0                  | 0                  |               |               |               |               |             |             |             |             | 30       | 1      | 0           | 0          |
| M. Falkeborn            | 11          | 2           | 2           | 0           | -                  | -                  | -                  | -                  |               |               |               |               |             |             |             |             | 11       | 2      | 2           | 0          |
| J. Fjeldberg            | 9           | 0           | 0           | 0           | 2                  | 1                  | 0                  | 0                  |               |               |               |               |             |             |             |             | 11       | 1      | 0           | 0          |
| M. Furseth              | 3           | 0           | 1           | 0           | 0                  | 0                  | 0                  | 0                  |               |               |               |               |             |             |             |             | 3        | 0      | 1           | 0          |
| S. Hagerup              | 9           | -10         | 0           | 0           | -                  | -                  | -                  | -                  |               |               |               |               |             |             |             |             | 9        | -10    | 0           | 0          |
| H. Henriksen            | 4           | 1           | 0           | 0           | 1                  | 0                  | 0                  | 0                  |               |               |               |               |             |             |             |             | 5        | 1      | 0           | 0          |
| F. Johansen Mundal      | 0           | -0          | 0           | 0           | 0                  | -0                 | 0                  | 0                  |               |               |               |               |             |             |             |             | 0        | 0      | 0           | 0          |
| T. Jørstad              | 27          | 5           | 5           | 0           | 1                  | 0                  | 0                  | 0                  |               |               |               |               |             |             |             |             | 28       | 5      | 5           | 0          |
| F. Krogstad             | 29          | 10          | 3           | 0           | 2                  | 0                  | 0                  | 0                  |               |               |               |               |             |             |             |             | 31       | 10     | 3           | 0          |
| O. Langås               | 15          | 5           | 0           | 0           | 1                  | 1                  | 0                  | 0                  |               |               |               |               |             |             |             |             | 16       | 6      | 0           | 0          |
| S. McDermott            | 11          | -23         | 1           | 0           | -                  | -                  | -                  | -                  |               |               |               |               |             |             |             |             | 11       | -23    | 1           | 0          |
| M. Nerheim              | 2           | 0           | 0           | 0           | 0                  | 0                  | 0                  | 0                  |               |               |               |               |             |             |             |             | 2        | 0      | 0           | 0          |
| K. Ødemarksbakken       | 28          | 2           | 4           | 0           | 2                  | 2                  | 0                  | 0                  |               |               |               |               |             |             |             |             | 30       | 4      | 4           | 0          |
| M. Pawlik               | 7           | 1           | 2           | 0           | 1                  | 0                  | 0                  | 1                  |               |               |               |               |             |             |             |             | 8        | 1      | 2           | 1          |
| J. Risvik Paulsen       | 0           | 0           | 0           | 0           | 0                  | 0                  | 0                  | 0                  |               |               |               |               |             |             |             |             | 0        | 0      | 0           | 0          |
| K. Rognerud             | 8           | 0           | 0           | 0           | 2                  | 0                  | 0                  | 0                  |               |               |               |               |             |             |             |             | 10       | 0      | 0           | 0          |
| M. Rosenkilde           | 17          | 0           | 3           | 0           | 2                  | 0                  | 0                  | 0                  |               |               |               |               |             |             |             |             | 19       | 0      | 3           | 0          |
| N. Solberg              | 28          | 11          | 3           | 0           | 2                  | 0                  | 0                  | 0                  |               |               |               |               |             |             |             |             | 30       | 11     | 3           | 0          |
| E. Standal              | 2           | 1           | 0           | 0           | 0                  | 0                  | 0                  | 0                  |               |               |               |               |             |             |             |             | 2        | 1      | 0           | 0          |
| M. Stensby              | 5           | 0           | 0           | 0           | 1                  | 0                  | 0                  | 0                  |               |               |               |               |             |             |             |             | 6        | 0      | 0           | 0          |
| O. Stenseth             | 0           | 0           | 0           | 0           | 0                  | 0                  | 0                  | 0                  |               |               |               |               |             |             |             |             | 0        | 0      | 0           | 0          |
| M. Torp                 | 13          | 2           | 2           | 0           | -                  | -                  | -                  | -                  |               |               |               |               |             |             |             |             | 13       | 2      | 2           | 0          |
| A. Vangen               | 10          | -17         | 0           | 0           | 2                  | -3                 | 0                  | 0                  |               |               |               |               |             |             |             |             | 12       | -20    | 0           | 0          |